# آیگوئس
آیگوئس (به اسپانیایی: Aigües) دهستانی در استان آلیکانتهٔ اسپانیا است.
در این دهستان ۱۰۴۷ نفر زندگی می‌کنند. مساحت این دهستان ۱۸٫۵۳ کیلومتر مربع میباشد.